# Roure
Roure (piemonti nyelven Rore) egy község Olaszországban, Torino megyében.

## Elhelyezkedése
Roure a Chisone-völgyben található, a Chisone folyó mentén. Legmagasabb pontja a Monte Orsiera (2 890 m). A vele határos települések : Bussoleno, Coazze, Fenestrelle, Massello, Mattie, Perosa Argentina, Perrero és San Giorio di Susa.

## Fordítás
- Ez a szócikk részben vagy egészben  a   Roure című olasz Wikipédia-szócikk fordításán alapul.  Az eredeti cikk szerkesztőit annak laptörténete sorolja fel. Ez a jelzés csupán a megfogalmazás eredetét és a szerzői jogokat jelzi, nem szolgál a cikkben szereplő információk forrásmegjelöléseként.